# Château du Marché
 (mai 2015).
Si vous disposez d'ouvrages ou d'articles de référence ou si vous connaissez des sites web de qualité traitant du thème abordé ici, merci de compléter l'article en donnant les références utiles à sa vérifiabilité et en les liant à la section « Notes et références ».
Le  château du Marché  est situé à Châlons-en-Champagne, il passe au-dessus du Nau. Il y est sur un pont au XVIIe siècle.

## Historique

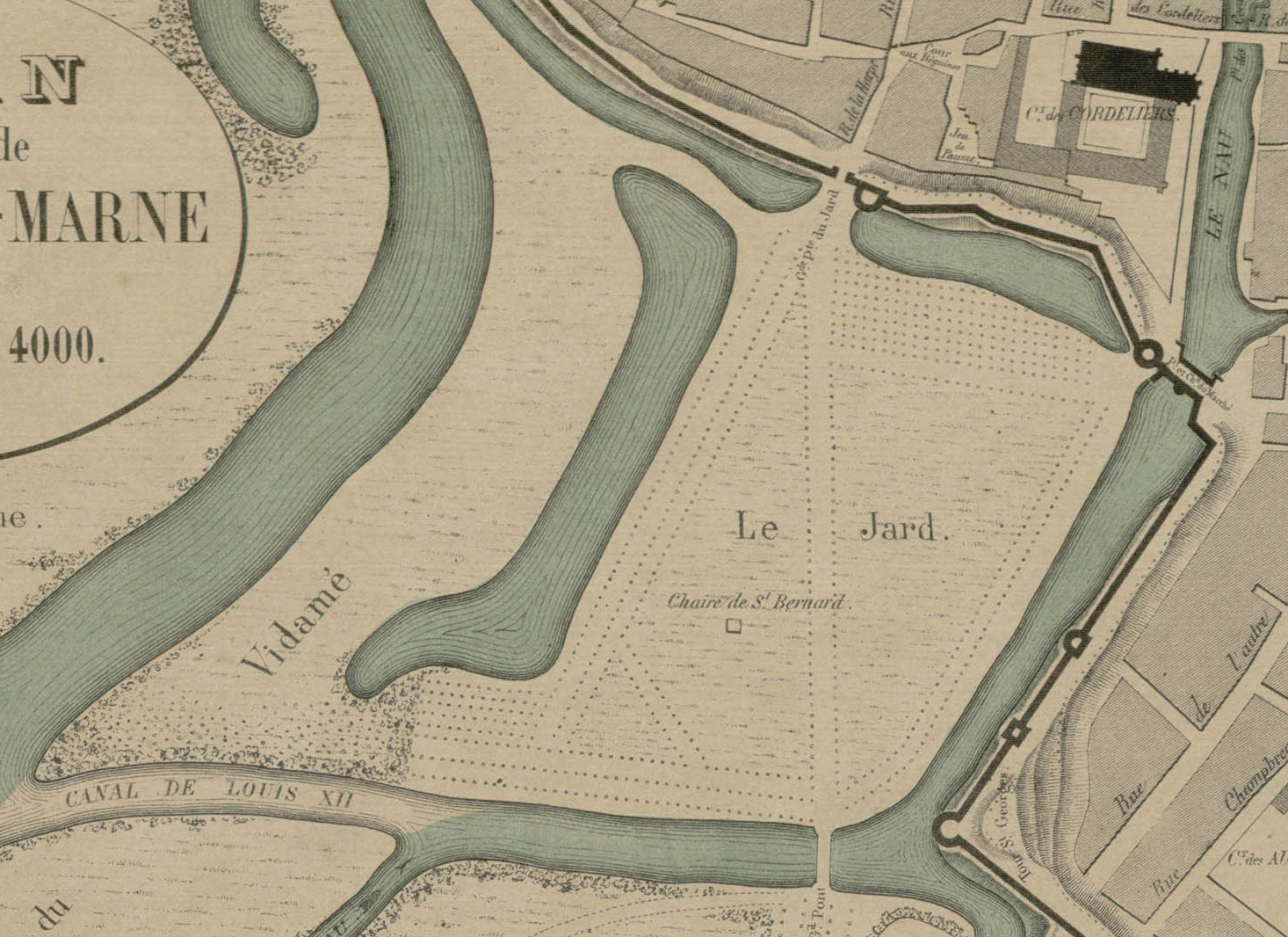
Le pont, en haut à droite sur un plan de 1755 de la Bibliothèque Georges-Pompidou.

Le pont est fortifié, il faisait partie des remparts de la ville. il enjambait le Nau à son entrée dans la ville et fut reconstruit en 1602 sur l'ordre du vidame Philippe de Thomassin. Il  est aussi connu sous le nom de château du marché, à cause de la proximité de la place du marché ou sous celui de pont des archers, à cause de la maréchaussée qui y logeait ses chevaux mais aussi comme Caisse d'Épargne à cause de sa face sur place qui a abrité la banque.
Il est fort différent selon la face regardée. Le bâtiment, intégrant l'ancienne face extérieure du pont fortifié sur le sud et le Jard, a été réalisé selon les plans d'Alexis Vagny, architecte de la ville, en 1869-1870. La tourelle sur le jardin fut surélevée à cette occasion. En 1897, on y a adjoint deux pavillons latéraux réalisés selon les plans de l'architecte Paul George. Au cours des années 1980, la caisse d'épargne fut remplacée par la Caisse des dépôts et consignations.
Le pont est inscrit à l'inventaire général du patrimoine culturel.

## Galerie de photographies

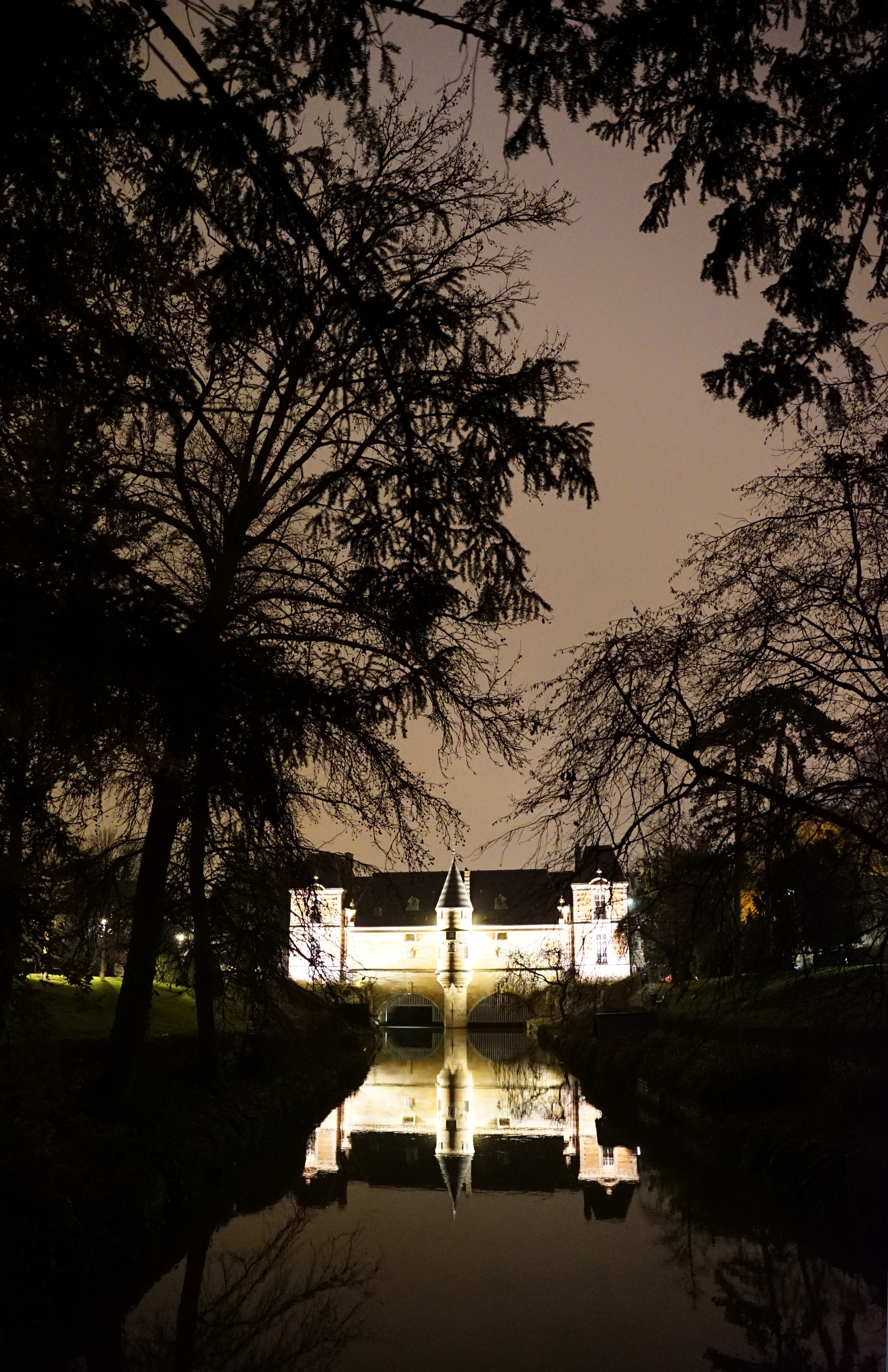
De nuit.
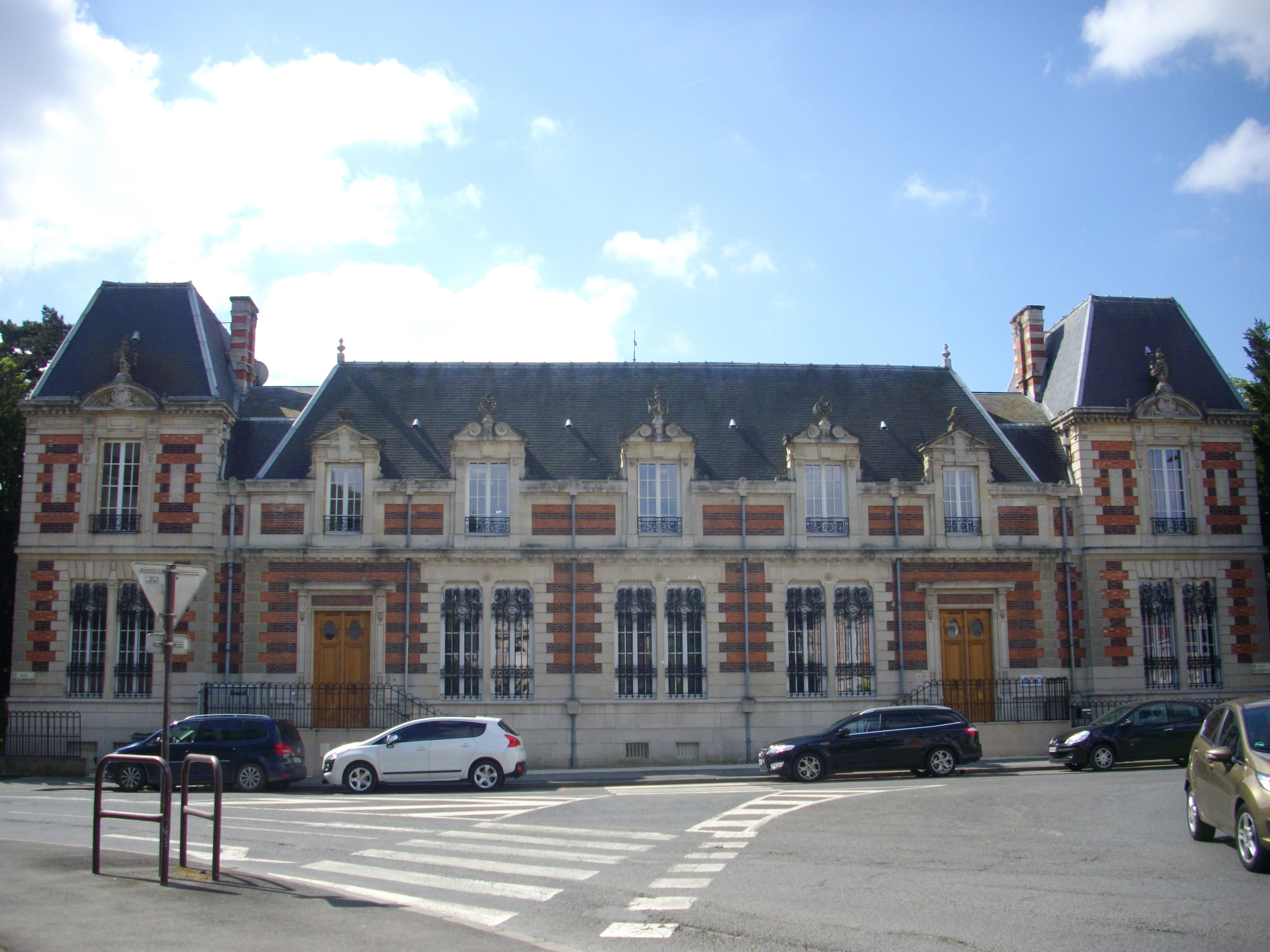
Sur la place de la Libération.
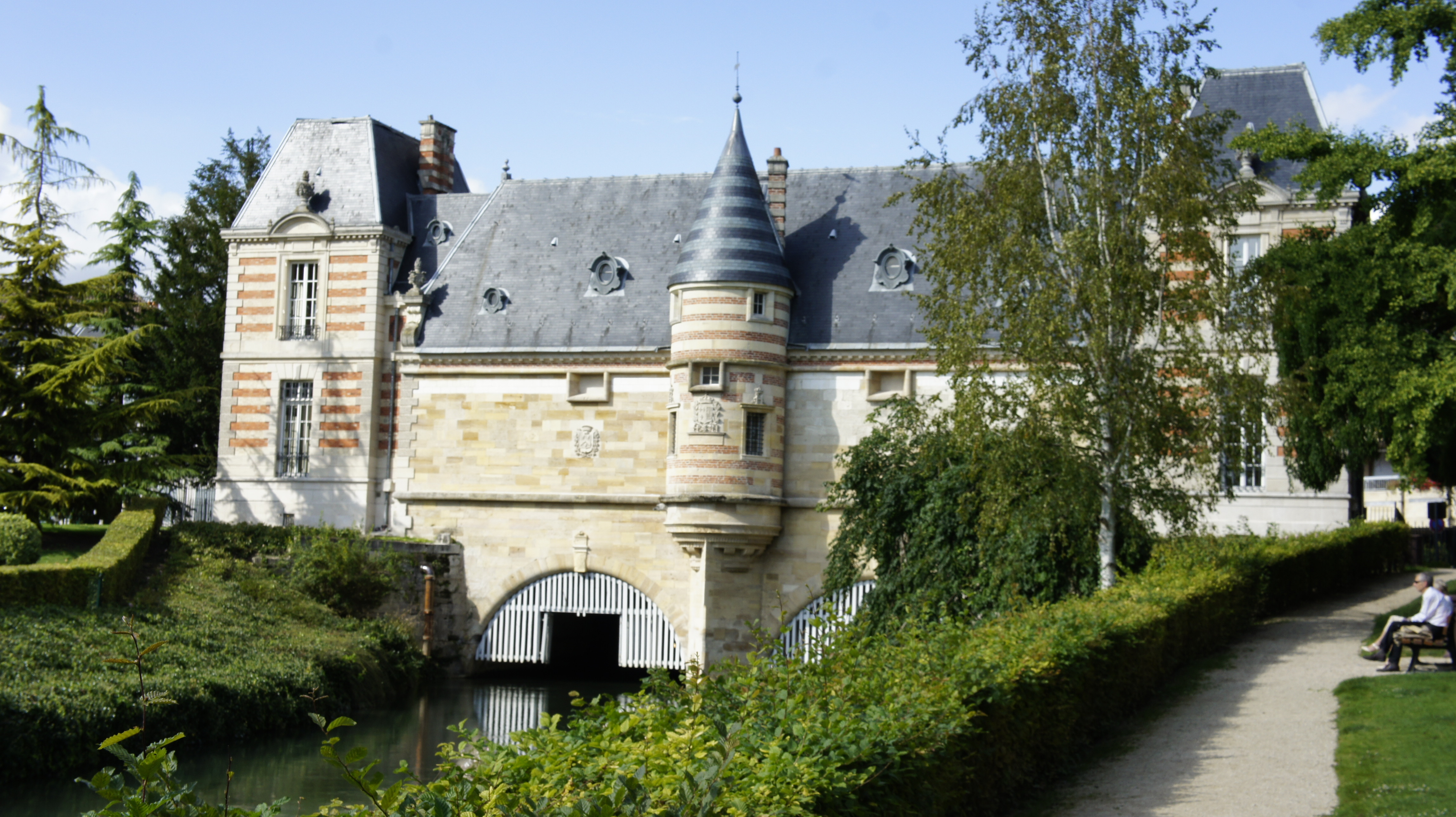
Sur le Nau.
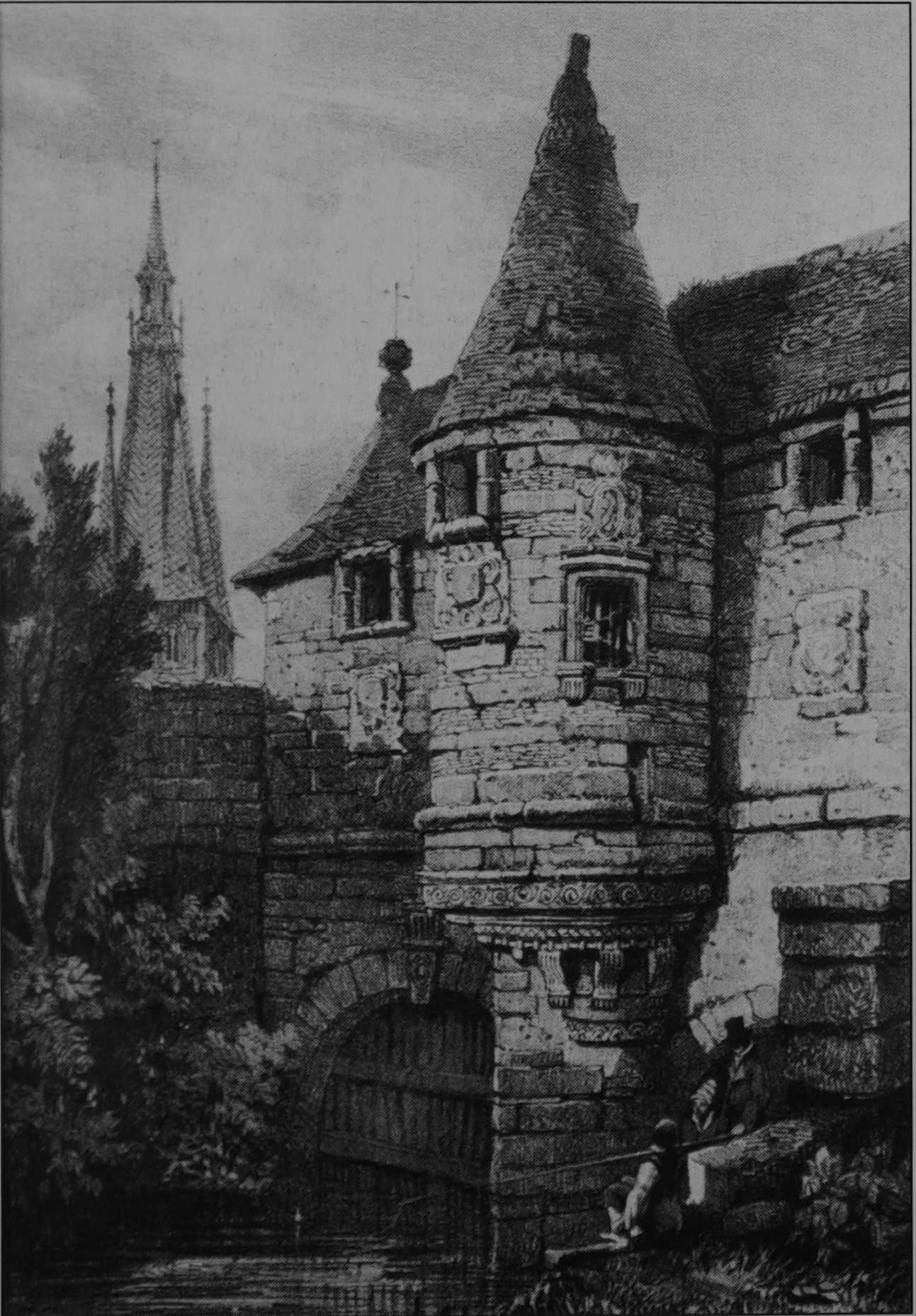
Sans son pavillon.